# Roger Waters
George Roger Waters (n. 6 septembrie 1943, Great Bookham, Surrey) este un muzician rock englez. Este cel mai cunoscut ca fiind basistul dar și principalul compozitor și textier al trupei engleze Pink Floyd în perioada 1964 - 1985. După despărțirea de Pink Floyd din 1985, Waters a început o carieră solo de succes lansând trei albume de studio și înregistrând o coloană sonoră pentru un film, concertul său The Wall Concert in Berlin din 1990 fiind unul dintre cele mai impresionante susținute vreodată. În 2005 a lansat opera Ça Ira și s-a alăturat grupului Pink Floyd în cadrul concertelor Live 8 din Londra, singura reuniune a tuturor celor patru membri din formula clasică a formației pe scenă după o pauză de 24 de ani.

## Discografie

### Albume de studio
- The Pros and Cons of Hitch Hiking ( 30 aprilie 1984 )
- Radio K . A . O . S . ( 15 iunie 1987 )
- Amused to Death ( 7 septembrie 1992 )

### Soundtrackuri
- Music from The Body (cu Ron Geesin) (28 noiembrie 1970)
- When The Wind Blows (împreună cu alți artiști) (16 mai 1986)

### Albume live
- The Wall - Live in Berlin (10 septembrie 1990)
- In The Flesh - Live (5 decembrie 2000)

### Compilații și altele
- Flickering Flame : The Solo Years Volume 1 (13 mai 2002)
- Ca Ira (26 septembrie 2005)